# Sidydrassus shumakovi
Sidydrassus shumakovi är en spindelart som först beskrevs av Sergei Aleksandrovich Spassky 1934.  Sidydrassus shumakovi ingår i släktet Sidydrassus och familjen plattbuksspindlar. Inga underarter finns listade i Catalogue of Life.